# فونك
موسيقى فونك هي نوع فرعي من موسيقى الهيب هوب والتراب مستوحى مباشرة من موسيقى راب ممفيس في التسعينيات. تتواجد الموسيقى في الغالب على منصة ساوند كلاود ، وتتميز بأغاني من شرائط موسيقى الراب القديمة في ممفيس وعينات من موسيقى الهيب هوب في أوائل التسعينيات ، وغالبًا ما تجمعها مع عناصر موسيقى الجاز والفانك . ينشر هذا النوع تقنيات تشويه مثل التقطيع لخلق صوت أكثر قتامة.
تم تطوير موسيقى الفونك في البداية عام 2000 في جنوب الولايات المتحدة الأمريكية ، ولا سيما في هيوستن وممفيس ، ومن بين الرواد الأوائل لهذا النوع من الموسيقى , منسق الموسيقى سكريو , اكس-رايدين , منسق موسيقى سبانيس فلاي او (باللغة الانجليزية DJ Spanish Fly ) , منسق الموسيقى سكويكي و ثري 6 مافيا . في أواخر عام 2010 ، من خلال منصات البث مثل ساوند كلاود ، طور نوع أكثر من التركيز على موسيقى الجاز والهيب هوب الكلاسيكي.
اشتهر " فونك الانجراف او فونك التفحيط ( باللغة الانجليزية drift phonk ) بواسطة التيك توك ومجتمع الانجراف في وسائل التواصل الاجتماعي ، وهو نوع فونك فرعي ظهر في روسيا.

## فونك الانجراف او التفحيط
ظهر "فونك الانجراف او التفحيط" ، وهو نوع فرعي من الفونك ، في أواخر عام 2010 في روسيا.   يتميز باستخدام صوت بيس العالي , الأجراس والأصوات المشوهة ،  مما يجعل الكلمات في اغلب الاحوال غير قابلة للتمييز او للفهم.  كما أن إيقاع مسارات الفونك المنجرف مرتفع أيضًا.  غالبًا ما تستخدم مقاطع فيديو فونك الانجراف او التفحيط مقاطع من سيارات تنجرف او تفحط وسباقات شوارع ،  مما يجعلها شائعة عند محبي السيارات عبر الإنترنت.   اكتسب هذا النوع من الموسيقى قوة جذب سريعًا من خلال تطبيق تيك توك في عام 2020.  يأتي معظم منتجي فونك الانجراف او التفحيط البارزين من روسيا. 